# The Way Life Goes
The Way Life Goes es el álbum debut como solista del músico estadounidense Tom Keifer, publicado el 30 de abril de 2013 por Merovee Records. 

## Antecedentes
Tom Keifer estuvo trabajando en The Way Life Goes desde el año 2003. Finalmente el disco fue publicado en abril de 2013 a través de Merovee Records, sello que forma parte de Warner Music. Se trata del primer material de estudio nuevo de Tom Keifer o de su banda Cinderella desde Still Climbing de 1994.

## Recepción
The Way Life Goes ha recibido críticas en su mayoría positivas desde su lanzamiento. Allmusic le dio al álbum cuatro estrellas de cinco posibles, con el crítico Stephen Erlewine diciendo: "Se trata de un álbum publicado por un hombre un poco obsoleto y un músico que ha mejorado en su oficio a través de los años, terminando con el mejor álbum que ha grabado en toda su carrera". El escritor William Clark, de la revista Music Enthusiast, escribió: "Aunque los fanáticos estadounidenses hemos tenido que esperar casi veinte años para escuchar un nuevo material del famoso músico, cuando esos primeros lamentos de guitarra de "Welcome To My Mind" salen de tus parlantes, instantáneamente sabes que valió la pena la larga espera".

## Lista de canciones
Todas las canciones escritas por Tom Keifer.
1. "Solid Ground"
2. "A Different Light"
3. "It's Not Enough"
4. "Cold Day In Hell"
5. "Thick And Thin"
6. "Ask Me Yesterday"
7. "Fools Paradise"
8. "The Flower Song"
9. "Mood Elevator"
10. "Welcome To My Mind"
11. "You Showed Me"
12. "Ain't That A Bitch"
13. "The Way Life Goes"
14. "Babylon"

## Personal
- Tom Keifer - voz, guitarra
- Greg Morrow - Batería, percusión
- Michael Rhodes - Bajo
- Tony Harrell - Teclados